# ان‌جی‌سی ۵۲۳۸
ان‌جی‌سی ۵۲۳۸ (انگلیسی: NGC 5238) نام یک کهکشان در صورت فلکی تازی‌ها است.